# Die Spur der Jäger
Die Spur der Jäger (Originaltitel: Jägarna, weiterer Titel: Die Jäger, Videotitel: The Hunters - Jäger des Todes") ist ein schwedischer Kriminalfilm von Kjell Sundvall aus dem Jahr 1996. Die Erstaufführung in Deutschland lief am 28. Februar 1997 im Bezahlsender Premiere. Die Erstaufführung im Free-TV fand am 16. März 1998 im ZDF statt. Die Video-Premiere des Films kam am 2. Mai 2001 unter dem Titel The Hunters – Jäger des Todes heraus.

## Handlung
Erik, ein Polizist in Stockholm, fährt zum Begräbnis seines Vaters nach Norrbotten, eine Provinz im Norden Schwedens an der finnischen Grenze. Bei der Trauerfeier trifft er seinen Bruder Leif, der all die Jahre im Ort beim Vater geblieben ist und dafür seinen Traum, Opernsänger zu werden, aufgegeben hat.
Erik, der im Dienst einen Mann erschossen hat und darunter leidet, zieht im Haus seines Vaters ein und tritt bei der örtlichen Dorfpolizei seine neue Stelle an. Er genießt die Zeit, wieder zu Hause zu sein und Aktivitäten mit seinem Bruder zu unternehmen. Sie gehen wandern und angeln und unterhalten sich über die alten Zeiten. Die Presse feiert Erik sogar als Heimkehrer des Jahres. Für die Leute hier ist er ein Held, seit in Ausübung seines Dienstes auf ihn geschossen wurde. Allerdings stellt sich nach der Testamentseröffnung heraus, dass vom Erbe seines Vaters außer dem Haus nichts mehr übrig ist, und er streitet sich mit Leif. Er muss auch feststellen, dass sein Bruder ihm fremd geworden ist und seinen eigenen Hund einfach so erschießt, nur weil dieser nicht gleich auf ihn hört.
Als Erik mit dem Auto unterwegs ist, trifft er auf Leifs besten Freund, den Halbfinnen Tomme, der mit einigen Jagdfreunden auf Tour ist. Er verdächtigt ihn, illegale Rentier- und Elchjagden zu veranstalten. Die örtliche Polizei hatte bisher kein Interesse, der Wilderei nachzugehen, und wurde dafür bereits von der Presse kritisiert. Erst als Erik in Tommes Auto illegale Waffen findet, greift die Polizei endlich ein. Erik beschattet weiterhin Tomme und findet in einer Hütte Gewehre und Tierkadaver in großer Zahl. Bevor Erik das Haus verlassen kann, wird er zusammengeschlagen. Daraufhin lässt er alle daran Beteiligten vorladen. Jedoch kann jeder ein Alibi vorweisen, und selbst Eriks Vorgesetzter ist nicht bereit, gegen die Wilddiebe zu ermitteln. So muss Erik feststellen, dass hier alle zusammenhalten und er einen schweren Stand hat. Für die Presse ist er der Einzige, der behauptet, dass hier organisierte Kriminalität vorliegt. Daraufhin distanzieren sich die Bevölkerung und auch seine Kollegen von ihm.
Leif, der sich inzwischen als Initiator der Jagden entpuppt, will aufgrund des Ermittlungsdrucks das Geschäft aufgeben, doch viele seiner Kumpane haben einen kostspieligen Lebenswandel entwickelt und brauchen das Geld. Tomme will eine riesige Jagd auf die Beine stellen, um den Verlust durch Leifs Rückzug wieder auszugleichen. Tomme erschießt dabei versehentlich einen russischen Beerensammler und versenkt die Leiche in einem See. Eine andere Sammlerin ist Zeugin und wird daraufhin von Leif getötet, doch auch diese Tat wird beobachtet. Der geistig behinderte Ove, ein Jugendfreund Eriks, ist zufällig im Wald und nimmt mit Entsetzen alles wahr, rührt sich aber nicht in seinem Versteck, sodass keiner der Männer ihn bemerkt. Hakan, ein Mitglied der Jagdgruppe, meint, all das könnten sie doch nicht verheimlichen, aber Leif und Tomme beschließen, der Polizei nichts zu sagen.
Aufgrund von Eriks Anschuldigungen, die sich auch gegen die Polizei richten, beginnt eine interne Untersuchung der Polizei. Die Staatsanwältin Anna, die mit der Aufgabe betraut wurde, stößt ebenfalls an ihre Grenzen, solange die Bevölkerung die Männer deckt. Die mangelhafte Spurensicherung an den Tatorten erschwert die Untersuchung ebenfalls. Einen Teilerfolg erreicht sie jedoch, als es Erik gelingt, ein nicht registriertes Gewehr ausfindig zu machen. Daraufhin wird einer der Dorfpolizisten, der zu verantworten hat, dass das Gewehr nach einer Beschlagnahmung nicht vernichtet wurde, vom Dienst suspendiert.
Erik erkennt, dass ihm sein Bruder etwas verheimlicht. Er muss ihn auch gewaltsam zur Ordnung rufen, als dieser seine philippinische Freundin Nena beleidigt und niederschlägt. Nena bestätigt Erik in seiner Arbeit, doch die Bevölkerung ist immer noch anderer Meinung. Auf der öffentlichen Ehrung zum Heimkehrer des Jahres wird die Auszeichnung von allen nur schweigend hingenommen, und niemand applaudiert. Während Erik noch auf der Ehrungsfeier ist, vergewaltigen die fünf Wilderer Nena, die daraufhin verschwunden ist, wobei für das Kinopublikum zunächst offen bleibt, ob Nena als einige potentielle Belastungszeugin von den Vergewaltigern zur Verdeckung der Vergewaltigungstat ermordet wird, oder ob sie untertaucht (z. B. etwa in ihr Heimatland flieht). Später erfährt man, dass ein Polizist Nena in ein Flugzeug gesetzt und in ihre Heimat geschickt hat. Als im Wald die Leiche einer Frau gefunden wird, befürchtet Erik schon, dass es Nena sein könnte, jedoch stellt sich heraus, das es die Beerensammlerin ist. Das Waldgebiet wird nach Spuren abgesucht, und Erik findet Schnitzspuren, die von dem behinderten Ove, der viel und gerne schnitzt, stammen können. Daher befragt Erik Ove, und muss erfahren, dass sein eigener Bruder, Leif, die Frau getötet hat und dass es noch ein Opfer gibt. Die Polizei findet daraufhin das Auto mit der zweiten Leiche (dem von dem Wilderer Tomme fahrlässig erschossenen Beerensammler) im See. Erik drängt Ove, zu Hause zu bleiben, alle Türen zu verschließen und nur ihm zu öffnen, wenn er morgen zu ihm kommt. Doch Ove wird zuvor von Leif und seinen Leuten in den Wald gelockt, wo er mit ihnen angeblich einen Elch schießen soll. Erik und die Staatsanwältin kommen zu spät, sie finden Ove, der „versehentlich“ erschossen wurde. Da alle fünf Wilderer geschossen haben, kann (laut Drehbuch / nach schwedischem Strafrecht) niemand für den Jagdunfall zur Rechenschaft gezogen werden (nach deutschen Strafrecht wäre das anders, aber das ist nicht Gegenstand des schwedischen Spielfilms).
Da nun Ove als einziger Zeuge gegen die Wilderer und Mörder nicht mehr zur Verfügung steht, bleibt Erik nur, seinen Bruder davon zu überzeugen, sich zu stellen, oder das Gewehr zu finden, mit dem der Beerensammler erschossen wurde. Dabei lauert ihm Tomme auf und versucht, ihn zu töten. Erik kann ihn jedoch überwältigen und der Justiz übergeben. Dabei gibt Tomme zu, den Beerensammler aus Versehen erschossen zu haben, aber die ermordete Frau habe Leif zu verantworten. Erik ist nicht in der Lage, seinen Bruder anzuzeigen. Außerdem will er von ihm wissen, was die Wilderer mit Nena gemacht haben und wo sie ist, was dieser aber nicht verrät. Auf Eriks Vorwürfe und Vorhaltungen hin verspricht Leif seinem Bruder Erik, sich selbst der Polizei zu stellen. Als Erik vom gemeinsam ererbten Haus wegfährt, zündet Leif das Haus an und sprengt es in die Luft, wobei Leif anscheinend zu Tode kommt. Erik lehnt das Angebot seines Chefs, in der Polizei seiner Heimatstadt zu bleiben, ab, und fährt zurück nach Stockholm.

## Hintergrund
Der mit einem Budget von 17 Millionen schwedischen Kronen ausgestattete Film war einer der größten Kassenerfolge in Schweden.
Regisseur Kjell Sundvall drehte zwischen 1998 und 2007 zehn Folgen der Kriminalreihe Kommissar Beck. Thomas Hedengran gab in diesem Film sein Debüt in einem Spielfilm, Joakim Hansson sein Debüt als Filmproduzent.
Filmemacher aus Hollywood wollten die Rechte an dem Film kaufen, um ein Remake zu drehen. Kjell Sundvall stand dem erst einmal grundsätzlich positiv gegenüber; als er aber erfuhr, dass die Grundzüge der Handlung in einen Cowboy-Film übertragen werden sollten, lehnte er ab.

## Kritiken
„Kriminalfilm, der den aufrechten Kampf des Einzelnen gegen eine verschworene kriminelle Gemeinschaft zeigt.“

Bei Moviepilot.de meint man: „Es ist ein durchaus spannender, logisch aufgebauter Thriller, der bisweilen sogar eine emotionale Seite anklingen lässt und sozialkritische Töne anschlägt. […] Der Bruder als Mörder wird emotional gut eingebaut. Die Suche nach Beweisen zögert das Ende noch etwas hinaus, tut der Spannung aber keinen Abbruch.“

„Vor der grandiosen Naturkulisse wirkt das Treiben der Wilderer umso brutaler! Beklemmend, realistisch und packend.“

## Auszeichnungen
Bei der Verleihung des schwedischen Filmpreises Guldbagge im Jahr 1997 wurde der Film in den Kategorien Beste Regie und Bester Nebendarsteller (Lennart Jähkel) ausgezeichnet.

## Fortsetzungen
2011 folgte der Kinofilm Die Nacht der Jäger (Jägarna 2), in dessen Hauptrolle erneut Rolf Lassgård zu sehen ist. Die Regie übernahm wieder Kjell Sundvall. Kinostart war im Drehort Överkalix am 14. August 2011, in ganz Norrland am 2. September 2011, im übrigen Schweden am 9. September 2011.
2018 folgte die Fernsehserie Jäger – Tödliche Gier (Jägarna), in der Lassgård wieder die Hauptrolle des Erik Bäckström spielte.